# Arche Noah-Muschel
Die Arche Noah-Muschel (Arca noae) ist eine Muschelart aus der Ordnung der Arcida. Sie ist eine sehr charakteristische Art, die im östlichen Atlantik und im Mittelmeer vorkommt.

## Merkmale
Das gleichklappige Gehäuse der Arche Noah-Muschel wird bis etwa 8 cm lang und bis etwa 4 cm hoch. Es ist gerundet rechteckig mit einem fast geraden oberen Rand. Die Wirbel befinden sich im vorderen Drittel des Gehäuses und sind nach vorne gedreht; sie stehen relativ weit auseinander. Rechte und linke Klappe sind nahezu gleich, die Klappen sind jedoch inaequilateral, das heißt in Bezug auf den Wirbel stark nach hinten verlängert. Von den Wirbel gehen radialstrahlige kräftige Rippen aus, die von Anwachslinien geschnitten und unterbrochen werden. Die Oberfläche ist von einem dicken, blättrigen (oder haarigem) Periostracum bedeckt. Die Grundfärbung ist meist braun, hellbraun bis cremefarben, oft mit dunkleren, meist braunen konzentrischen Bändern. Die Arche Noah-Muschel ist insgesamt sehr variabel in der Gehäuseform und der Färbung des Gehäuses. Das Schloss ist taxodont (gleichzähnig), das heißt besteht aus vielen, kleinen, annähernd gleich großen Zähnchen. Das Ligament ist lang und besteht aus einem vorderen Bereich mit einer lamellaren Struktur und einem hinteren Bereich mit einer fibrösen Struktur. Die Schließmuskeln sind etwa gleich groß, die Mantellinie ist eingebuchtet. Die Arche Noah-Muschel besitzt am Mantelrand einfache Augen, die auf plötzliche Beschattung und damit auf Bewegung reagieren.
Rechte und linke Klappe des gleichen Tieres:

Rechte Klappe
Linke Klappe

var. abbreviata

Rechte Klappe
Linke Klappe

## Geographische Verbreitung, Lebensraum und Lebensweise
Das Verbreitungsgebiet der Arche Noah-Muschel ist der östliche Atlantik von der Algarve (Portugal) bis nach Westafrika (Senegal) sowie das Mittelmeer. Sie kommt auch in den Küstengewässern der Kanarischen Inseln und der Kapverdischen Inseln vor.
Die Tiere leben mit Byssus angeheftet auf Hartsubstraten oder auch auf Hornkorallen in Bereichen mit wenig Licht (wie Felsspalten im flacheren Wasser). Sie können den Byssus jedoch lösen, sich geringfügig weiterbewegen und sich wieder anheften. In der Wassersäule kommen sie von knapp unterhalb der Niedrigwasserlinie bis in etwa 119 m Wassertiefe vor. An der Kroatischen Adria-Küste wurde eine Tiefenverbreitung bis 60 m beobachtet. Die Tiere leben dort einzeln oder in kleinen Kolonien, oft zusammen mit der ebenfalls durch einen Byssus angehefteten Bärtigen Miesmuschel (Modiolus barbatus (Linné, 1758)). Die höchste dort beobachtete Populationsdichte waren 12 Individuen pro m2. Die Tiere können bis zu 15 Jahre alt werden und erreichen erst mit 3 bis 7 Jahre eine (wirtschaftliche interessante) Größe von 5 cm. Die Tiere sind getrenntgeschlechtlich, jedoch wurden interessanterweise zu einem kleinen Prozentsatz (circa 2 %) auch Hermaphroditen beobachtet. Auch Protandrie scheint vorzukommen.

## Wirtschaftliche Bedeutung
Im Mittelmeer wird die Arche Noah-Muschel lokal gesammelt und gegessen. Die wirtschaftliche Bedeutung ist aber gering, da die Populationsdichten relativ gering sind.

## Taxonomie
Das Taxon wurde bereits 1758 von Carl von Linné aufgestellt. Es ist die Typusart der Gattung Arca Linné, 1758. Entsprechend der Variabilität von Gehäuseform und -farbe gibt es eine große Zahl von Namen für die Arche Noah. Insgesamt existieren über 20 Synonyme für diese Art. Häufig in der älteren Literatur ist auch die Falschschreibung Arca noe.

## Belege